# Ланское

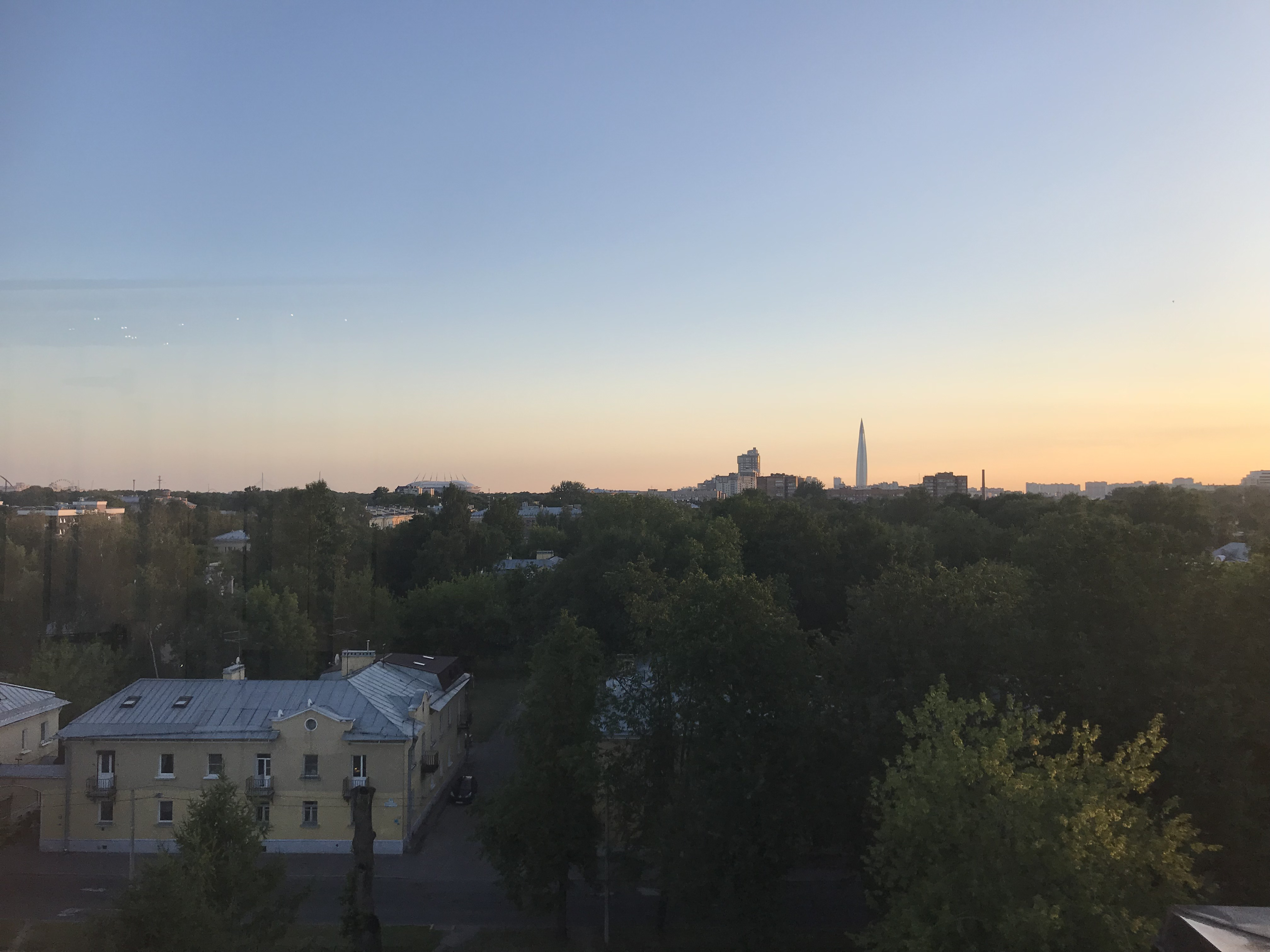
Новая деревня

Ланско́е (ранее Чёрная ре́чка, МО № 66) — муниципальный округ в составе Приморского района Санкт-Петербурга.
До 15 февраля 2008 года назывался муниципальным округом № 66. Изменение названия произошло в соответствии с законом Санкт-Петербурга
«О внесении изменений в Закон Санкт-Петербурга „О территориальном устройстве Санкт-Петербурга“ и отдельные законы Санкт-Петербурга в сфере территориального устройства Санкт-Петербурга и организации местного самоуправления в Санкт-Петербурге».

## Граница округа
Граница муниципального округа проходит: от оси реки Большой Невки по оси Липовой аллеи до северной стороны полосы отвода Сестрорецкого направления железной дороги, далее по северной стороне полосы отвода Сестрорецкого направления железной дороги до западной стороны полосы отвода Выборгского направления железной дороги, далее на юг по западной стороне полосы отвода Выборгского направления железной дороги до Сердобольской улицы, далее по оси Сердобольской улицы до Студенческой улицы, далее на юг по оси Студенческой улицы до Белоостровской улицы, далее 40 м на северо-запад по оси Белоостровской улицы до западной границы территории предприятия «Радуга», далее по западной границе территории предприятия «Радуга» до Кантемировской улицы, далее по оси Кантемировской улицы до реки Большой Невки, далее по оси реки Большой Невки до пересечения с продолжением оси Липовой аллеи.

## Население
| 2002    | 2010    | 2012    | 2013    | 2014    | 2015    | 2016    |
| ------- | ------- | ------- | ------- | ------- | ------- | ------- |
| 53 717  | ↗56 429 | ↗57 326 | ↗57 349 | ↗58 168 | ↗58 760 | ↗59 025 |
| 2017    | 2018    | 2019    | 2020    | 2021    | 2023    | 2025    |
| ↗59 204 | ↗59 968 | ↗59 980 | ↗60 123 | ↗69 552 | ↗69 822 | ↗70 883 |